# Diyarbakır
Diyarbakır (en otomano: دیاربکر como derivación del árabe, en kurdo: Amed, en siríaco: ܐܡܝܕ, en griego: Ἄμιδα, en armenio: Ամիդ) es una ciudad del sureste de Turquía a orillas del río Tigris y la capital de la provincia de Diyarbakır. Es la segunda ciudad más poblada de Anatolia Suroriental, después de Gaziantep.
Diyarbakır tiene una población mayoritariamente kurda, lo que hace que algunos kurdos y observadores se refieran a ella como la "capital no oficial" del Kurdistán turco. Esta denominación no tiene base administrativa y está abierta a controversias. Dentro de Turquía, Diyarbakır es conocida por su cultura, su rico folclore y sus afamadas sandías. 
Fueron inscritos por la Unesco su fortaleza y sus jardines dentro del conjunto «Paisaje cultural de la fortaleza de Diyarbakır y jardines del Hevsel» como Patrimonio de la Humanidad en julio de 2015.

## Historia
El área que rodea a Diyarbakır ha sido habitada desde la Edad de Piedra, hecho comprobado por los múltiples restos encontrados en el complejo cavernario cercano de Hilar. El sitio del periodo Neolítico tardío de Çayönü data de hace casi 10 000 años y los restos de las excavaciones están expuestos en el Museo de Diyarbakır. Otro yacimiento importante es el Túmulo de Girikihaciyan en Eğil.
La primera gran civilización establecida en donde se encuentra actualmente la ciudad fue la del reino de los hurritas por Mitanni quien la hizo su capital militar y económica. La ciudad fue dirigida por una sucesión de gobernantes que controlaron la Alta Mesopotamia tales como los asirios, los urartuanos, los medos, los seléucidas y los partos. Roma ganó el control de la ciudad en el 66 a. C. cuando la llamaron Amida.
Gran parte del centro histórico de Diyarbakır se destruyó durante la represión militar de 2016 y 2017. La parte occidental de la ciudad se destruyó a un 70 % y la población fue sujeta a un toque de queda. Las autoridades elegidas se sustituyen por un administrador judicial designado por el Gobierno.

## Genocidio armenio y asirio
En 1895, aproximadamente 25 000 armenios y cristianos siríacos ("asirios") fueron masacrados en el vilayet de Diyarbakır, incluida la ciudad. A finales del siglo XIX, la población cristiana de la ciudad estaba compuesta principalmente por armenios y cristianos ortodoxos siríacos. La ciudad también fue un sitio de limpieza étnica de armenios y asirios en 1915; casi 150 000 fueron deportados de la ciudad.

## Demografía
| Gráfica de evolución de Diyarbakır entre 1990 y 2018 |
|                                                      |

## Clima
Diyarbakır posee un clima semiárido. El verano es muy caliente y seco debido a su ubicación en la planicie mesopotámica que recibe los vientos cálidos de los desiertos de Siria e Irak desde el sur. El récord de temperatura máximo fue de 44.8 °C el 28 de agosto de 1998. Los inviernos son fríos con noches heladas. La nieve es poco común en los meses entre diciembre y marzo, donde puede tener lugar entre una y dos semanas. El récord de temperatura mínima fue de -23.4 °C el 30 de diciembre de 2006.

## Lugares principales
Diyarbakır está rodeada de una serie casi intacta de murallas de basalto negro que forman un círculo de 5,5 kilómetros alrededor del centro histórico. Hay cuatro puertas en la ciudad antigua y 82 torres construidas en la antigüedad, restauradas y extendidas durante el gobierno del emperador romano Constantino II en el 349. Se destacan al igual una serie de mezquitas y madrasas medievales:
- Gran Mezquita de Diyarbakır: Construida por el sultán turco-selyúcida Malik Shah en el siglo XI. La mezquita, una de las más antiguas de Turquía, fue construida alternando columnas de basalto negro y caliza blanca. La madrasa cercana de Mesudiye fue una escuela de oradores de la ciudad.

- La Mezquita de Beharampaşa: Construida bajo el Imperio otomano en 1572, sobresale por el detalle de los arcos de la entrada principal.

- El Minarete de los cuatro pies: (Dört Ayaklı Minare), construido por Kasim Khan. La creencia popular apunta que al pasar 7 veces entre las cuatro columnas garantiza buena suerte.

- Las mezquitas de Fatihpaşa, Hazreti Süleyman, Hüsrevpaşa e İskender Paşa

- Iglesia Armenia de Santo Giragos: Una iglesia armenia ortodoxa restaurada y en desuso.

- Iglesia Ortodoxa Siriaca de Nuestra Señora (siriaco: ܐ ܕܝܠܕܬ ܐܠܗܐ `Idto d-Yoldat Aloho, turco: Meryemana kilisesi), fue la primera construida como templo pagano en el siglo I d. C. La construcción actual data del siglo III y ha sido restaurada en múltiples ocasiones.

- El Museo Arqueológico de Diyarbakır contiene artefactos del periodo neolítico, provenientes de la Edad de Bronce temprana, de los periodos asirio, urartu, romano, bizantino, artúquida, selyúcida turco, aq qoyunlu y del Imperio otomano.

- El puente de Dicle con sus diez arcos, construido en el siglo XI.